# Tolí
Tolí (en llatí Tolynus, en grec antic Τόλυνος) fou un poeta còmic grec. Era nadiu de Mègara, i formava part del grup de la vella comèdia.
Era anterior a Cratí d'Atenes i contemporani d'Ecfàntides. L'Etymologicum Magnum sembla que li atribueix l'invent del metre cratínic, però podria ser un error i en realitat la citació es podria referir al músic Tel·len.